# فونیکس ایویشین
فونیکس ایویشین (به انگلیسی: Phoenix Aviation) یک شرکت هواپیمایی با کد یاتا P3 است که در تاریخ ۱۹۹۶ میلادی تأسیس شده است.
دفتر مرکزی فونیکس ایویشین در شارجه، امارات متحده عربی واقع شده‌است و قطب این شرکت هواپیمایی در فرودگاه بین‌المللی شارجه قرار دارد و به ۴ مقصد، پرواز مستقیم انجام می‌دهد.